# Podabrus magnus
Podabrus magnus es una especie de coleóptero de la familia Cantharidae.

## Distribución geográfica
Habita en Mongolia Interior (China).